# Fíkhtion
Fíkhtion (Fichti) är en ort i Grekland.   Den ligger i prefekturen Nomós Argolídos och regionen Peloponnesos, i den södra delen av landet, 90 km väster om huvudstaden Aten. Fíkhtion ligger 96 meter över havet och antalet invånare är 761.
Terrängen runt Fíkhtion är kuperad norrut, men söderut är den platt. Runt Fíkhtion är det ganska tätbefolkat, med 160 invånare per kvadratkilometer. Närmaste större samhälle är Argos, 9,8 km söder om Fíkhtion. 